# Jesús María Zamora
Jesús María Zamora Ansorena (ur. 1 stycznia 1955 w Errenterii) – piłkarz hiszpański grający na pozycji ofensywnego pomocnika.

## Kariera klubowa
Przez całą karierę piłkarską Zamora związany był z zespołem Realu Sociedad. W latach 1973–1974 występował w rezerwach klubu w rozgrywkach Tercera División. W 1974 roku awansował do kadry pierwszego zespołu Realu. W Primera División zadebiutował 16 lutego 1975 roku w przegranym 0:2 wyjazdowym spotkaniu z Málagą. 6 września 1975 w meczu z Realem Betis (3:2) strzelił pierwszego gola w lidze. Od początku sezonu 1975/1976 był podstawowym zawodnikiem Realu. Swój pierwszy sukces w karierze osiągnął w 1980 roku, gdy wywalczył wicemistrzostwo Hiszpanii. Z kolei w sezonie 1980/1981 został z Realem Sociedad mistrzem kraju. Natomiast w 1982 roku obronił tytuł mistrzowski, a latem tamtego roku zdobył Superpuchar Hiszpanii. W 1987 roku wystąpił w wygranym (2:2, k. 4:2) finale Pucharu Króla z Atlético Madryt. W 1988 roku znów zagrał w finale krajowego pucharu (0:1 z Barceloną). W 1989 roku w wieku 34 lat zakończył karierę piłkarską. W Realu Sociedad od 1974 do 1989 roku rozegrał 446 meczów i strzelił 63 bramki.
| Sezon   | Klub            | Kraj      | Rozgrywki        | Mecze | Bramki |
| ------- | --------------- | --------- | ---------------- | ----- | ------ |
| 1973/74 | Real Sociedad B | Hiszpania | Tercera División | ?     | ?      |
| 1974/75 | Real Sociedad   | Hiszpania | Primera División | 9     | 0      |
| 1975/76 | Real Sociedad   | Hiszpania | Primera División | 31    | 4      |
| 1976/77 | Real Sociedad   | Hiszpania | Primera División | 32    | 4      |
| 1977/78 | Real Sociedad   | Hiszpania | Primera División | 32    | 4      |
| 1978/79 | Real Sociedad   | Hiszpania | Primera División | 34    | 5      |
| 1979/80 | Real Sociedad   | Hiszpania | Primera División | 33    | 4      |
| 1980/81 | Real Sociedad   | Hiszpania | Primera División | 34    | 7      |
| 1981/82 | Real Sociedad   | Hiszpania | Primera División | 31    | 3      |
| 1982/83 | Real Sociedad   | Hiszpania | Primera División | 14    | 1      |
| 1983/84 | Real Sociedad   | Hiszpania | Primera División | 33    | 2      |
| 1984/85 | Real Sociedad   | Hiszpania | Primera División | 32    | 2      |
| 1985/86 | Real Sociedad   | Hiszpania | Primera División | 33    | 6      |
| 1986/87 | Real Sociedad   | Hiszpania | Primera División | 40    | 7      |
| 1987/88 | Real Sociedad   | Hiszpania | Primera División | 35    | 10     |
| 1988/89 | Real Sociedad   | Hiszpania | Primera División | 32    | 4      |

## Kariera reprezentacyjna
W reprezentacji Hiszpanii Zamora zadebiutował 21 grudnia 1978 roku w przegranym 0:1 towarzyskim spotkaniu z Włochami. W 1980 roku na Euro 80 zagrał w trzech meczach: z Włochami (0:0), z Belgią (1:2) i z Anglią (1:2). W 1982 roku został powołany przez selekcjonera Joségo Santamaríę do kadry na Mistrzostwa Świata 1982. Na tym turnieju wystąpił w 4 spotkaniach: z Hondurasem (1:1), z Jugosławią (2:1), z Irlandią Północną (0:1) i z Anglią (0:0). Od 1978 do 1982 roku rozegrał w kadrze narodowej 30 meczów i zdobył 3 gole.